# Кябелево
Кябелево — деревня в Бабаевском районе Вологодской области.
Входит в состав Центрального сельского поселения, с точки зрения административно-территориального деления — в Центральный сельсовет.
Расположена на левом берегу реки Суда. Расстояние по автодороге до районного центра Бабаево — 90 км, до центра муниципального образования деревни Киино — 2 км. Ближайшие населённые пункты — Киино, Морозово, Харино.
По переписи 2002 года население — 8 человек.